# Il guru (film 2002)
Il guru è un film di Daisy von Scherler Mayer del 2002 con protagonista Jimi Mistry.

## Trama
Janjher Gupta vive a Hyderabad, India, ed insegna danza alle donne anziane del suo paese, anche se il suo sogno è di diventare un attore in America, il paese dove è convinto che i sogni si avverino.
Incoraggiato dal suo amico Vijay Rao, che già vive in America, Ram si convince a trasferirsi a New York. Tuttavia le sue aspettative sulla vita di Rao, che Ram crede faccia una vita da nababbo, vengono deluse cocentemente. Infatti Rao lavora come cameriere in un ristorante indiano oltre a fare il taxista per sopravvivere. Inoltre condivide un piccolo appartamento con i connazionali clandestini Sanjeev e Amit.
Ram riesce a farsi assumere come cameriere nello stesso ristorante di Rao, ma viene presto licenziato per aver litigato pesantemente con un cliente. In seguito partecipa ad un casting, senza sapere di essere stato scelto in un film pornografico, al fianco della sexy Sharonna. Suo malgrado, Ram diventa celebre come il "guru del sesso", e la sua popolarità arriva fino alla sua famiglia in India.